# 列聖宮 (加州奧羅維爾)
列聖宮（英語：Oroville Chinese Temple）是一座位于美國加州奧羅維爾市的中國佛教寺廟，建於1863年，該寺廟現為奧羅維爾市所擁有，定為歷史地標，並作為博物館向公眾開放，偶爾仍被用於佛教禮拜使用。

## 歷史
19世紀下半葉，加州奧羅維爾地區有多達1萬名華人抵達該區，主要為尋找黃金。 1849年，加州淘金潮開始之後的20年，抵該地的華人均為男性，當時政府不允許他們攜帶家眷入境美國。其中大部分來自廣東和上海地區。
1850年左右，華人抵達奧羅維爾後不久，即匯集了現有資源，於該地區建造了第一座華人廟宇。這座木架構的寺廟後被燒毀，重建後的第二座建築亦被燒毀。第三個建築由同治皇帝資助，乃由紅磚建成，於1863年9月完工，該建築現存至今。多年來，該結構經受了許多火災和洪水，然而，於1907年，大規模洪水造成的破壞不僅影響了寺廟，也影響了整個奧羅維爾地區。這場災難加上當時美國出現的大蕭條導致大量華人由該地區流向其他較大的城市或返回中國。直到1930年代，留下的華人繼續維持該廟宇（尤其是陳氏家族）。
1930年代期間，該家族成員決定將該建築交給奧羅維爾市，並於1937年正式取得該建築群的所有權。該家族要求奧羅維爾市為其貢獻提供三項保證：一、市府同意將該寺廟建立一個博物館，以容納所有的文物。二、確保所有寺廟的三個部分仍可供社區用於禮拜。三、向志工和訪客講授中國文化、信仰和文物，以便遊客在訪問中心時能更好地理解這些內容。 1949年7月，建築物建成後，該中心重新開放給遊客。

## 建築設施
列聖宮之原本建築設施分三部分
- 主殿：1863年完工，院內最古老的磚砌建築，內有三個祭壇及多座神像。

- 禪修室：1864 年完工，供打坐冥想使用

- 理事會室: 1868年完工，供社區活動使用

- 明月室: 1868年完工，於理事會室樓上，供奉佛陀，供佛教儀式禮拜

新增设施：
新增的現代化設施，包括中國掛毯廳，展示廳和中國式園林。

## 外部連結
- Chinese Temple （页面存档备份，存于） - City of Oroville